# آلن بلچر
آلن بلچر (انگلیسی: Alan Belcher؛ زادهٔ ۲۴ آوریل ۱۹۸۴) جودوکار، ورزشکار هنرهای رزمی ترکیبی و تکواندوکار اهل ایالات متحده آمریکا است. وی بین سال‌های ۲۰۰۴ تا ۲۰۱۵ میلادی فعالیت می‌کرد.